# 邓乃扬
邓乃扬（1937年6月—），男，河北静海人，中国运筹学家，曾任北京工业大学、中国农业大学教授、博士生导师，中国运筹学会副理事长，第九、十届全国政协委员。